# 吉備氏の乱
吉備氏の乱（きびしのらん）は、雄略天皇7年（推定463年）に吉備上道臣田狭（吉備田狭）が新羅と結託して大和朝廷に対して起こした反乱である。

## 概要
雄略天皇7年、吉備上道田狭が朝廷で妻の稚媛の美貌を自慢していることを聞いた雄略天皇が、田狭が国司として任那に派遣している間に稚媛を奪ったためだと『日本書紀』巻第十四には記載されている。
朝廷は吉備田狭の子、弟君と吉備海部赤尾を討伐に向かわせ、同時に同じ朝鮮半島の百済から技術者を連れてくる任務も追加した。しかし、弟君は、現地では老女に化けた国神（くにつかみ）の言を信じ、新羅への道は遠いものと思い込んで進軍をためらい、波風にかこつけて、百済からの技術者を大嶋に滞留させたままにしておいた。すると、父親の田狭からの使者が現れ、百済の協力を得て自分に裏切るようにとすすめた。弟君はそのことを知った妻樟媛に殺された。樟媛と赤尾は大嶋へ赴き、天皇は日鷹吉士堅磐固安銭を派遣して、復命をさせた。
反乱は失敗し、田狭は行方知れずとなった。

## 異説
『日本書紀』には、「別本に曰はく」・「或本に曰はく」として、以下のような異説も述べられている。
1. 田狭の妻は毛媛といい、葛城氏の玉田宿禰の娘であり、美人であることを天皇が聞いたので、夫を殺して、自分のものにした。
2. 弟君は百済より帰還して、あやのてひとべ、衣縫部（きぬぬいべ）、宍人部（ししひとべ）を献上した。

吉田晶は、480年前後の任那（伽耶）における政治的な統一が進行し、479年に加羅国王荷知が南朝の斉から「輔国将軍」の称号を得ていること、吉備勢力が半島で独自の密接な交流を進めていることなどにも注目すべきであると主張している。

## 吉備下道前津屋の乱
この反乱と関連性があるのかどうかは不明だが、同年、吉備本国でも、以下のような動乱が発生していた。
雄略天皇の「官者」（とねり）であった吉備弓削部虚空は、一族の吉備下道前津屋に留め置かれて、都へ帰ることができなかった。何とか虚空の召還に成功した天皇は、虚空より前津屋が反乱の意思を抱いて天皇を呪詛する非道な行いをしていることを知らされた。天皇は、物部の兵士30人を派遣して、前津屋の一族を皆殺しにした。

## 星川皇子の乱
その後、稚媛は雄略天皇の子星川稚宮皇子を産み、『書紀』巻第十五によると、雄略天皇23年8月（推定479年）に雄略天皇の死後に皇子を皇位につけようとした、星川皇子の乱を起こした。吉備上道臣らはこれに水軍40艘を率いて来援したが、皇子の敗死により引き返した。

## 要因
以上の動きの背景には、最も主な理由は『日本書紀』に書かれたとおり、雄略天皇が田狭が国司として任那に派遣している間に稚媛を奪ったためである。また、巨大古墳群を築造することを可能にした、吉備一族の軍事力と経済力が大いに関わっているとみて間違いはないであろう。それで、吉備一族は新羅から援助を受けて、大和国を攻撃したのである。吉備一族はこの翌年も吉備小梨が活躍しており、雄略天皇崩御時には、配下の蝦夷たちの反乱を吉備尾代が平定した、とある。雄略天皇9年の新羅との戦争では、将軍紀小弓に隨行して、吉備上道采女大海が半島へ渡っている。

## 半島側の史料
『三国史記』「新羅本紀」にも、慈悲麻立干と炤知麻立干の治政の459年から500年にかけて「倭」が侵入したという記載がある。